# Taipingita-(CeCa)
La taipingita-(CeCa) és un mineral de la classe dels silicats que pertany i dona nom al subgrup de la taipingita. Rep el nom de la localitat de Taiping, a la República Popular de la Xina, la seva localitat tipus. Fins al mes de juny de 2023 s'anomenava taipingita-(Ce), canviant el nom a l'actual degut als canvis aprovats per l'IMA en la nomenclatura del grup de la cerita.

## Característiques
La taipingita-(CeCa) és un silicat que va ser aprovat com a espècie vàlida per l'Associació Mineralògica Internacional l'any 2019, sent publicada l'any 2020. La seva fórmula química va ser redefinida l'any 2023, passant a ser: (Ce₇Ca₂)□Mg(SiO₄)₃[SiO₃(OH)]₄F₃. Cristal·litza en el sistema trigonal. La seva duresa a l'escala de Mohs és 5,5.
L'exemplar que va servir per a determinar l'espècie, el que es coneix com a material tipus, es troba conservat a la col·lecció mineralògica del Museu Geològic de la Xina, a Beijing (República Popular de la Xina), amb el número de catàleg: m16084.

## Formació i jaciments
Va ser descoberta al dipòsit de Taiping, un jaciment hidrotermal que es va formar en un entorn metamòrfic retrògrad, situat al comtat de Xixia, a Nanyang (Província de Henan, República Popular de la Xina), on es troba en forma de grans subèdrics formant intercreixements amb diversos minerals de REE. Aquest indret és l'únic a tot el planeta on ha estat descrita aquesta espècie mineral.